# ナナカナ
ナナカナは、ラムズに所属していた井ノ上奈々と酒井香奈子による声優ユニット。本稿では井ノ上、酒井がパーソナリティを務める同名のラジオ番組についても記述する。

## 概要
2007年3月25日、ラムズ主催のトークイベント『奈々と誰かのトークショー 第6回』（井ノ上奈々、酒井香奈子、鷲崎健 出演）で、2人が
1. 『アニメぱらだいす!』の司会を担当していた（鷲崎健と3人で）
2. ラジオ番組を開始
3. ユニットを結成
4. 4月アニメのエンディングテーマ曲を担当

すると発表された。
2009年6月に酒井香奈子がラムズを退社し、2010年9月をもって井ノ上奈々もラムズを退社する。
2013年9月、「ナナカナ」と銘打ってはいないが、「ナナとカナ」と題して両名による合同ライブが開催された。
2014年、活動7周年を記念してベストアルバムを発売。あわせて各地でイベントを開催した。

## ディスコグラフィ

### シングル
| 枚  | 発売日         | タイトル                 | 規格品番   | 規格品番   | 規格品番   | オリコン 最高位 | 備考 |
| 枚  | 発売日         | タイトル                 | 限定盤A    | 限定盤B    | 通常盤     | オリコン 最高位 | 備考 |
| --- | -------------- | ------------------------ | ---------- | ---------- | ---------- | --------------- | --- |
| 1st | 2007年5月16日  | ほっぺにChu♡Chu♡         | -          | -          | NECM-12142 | 107位           | |
| 2nd | 2007年11月28日 | Chu☆おねがいマイメロディ | NECM-13011 | NECM-13012 | NECM-12153 | 75位            | 限定盤Aのみ：「君と星空を」（井ノ上奈々ソロ曲） 限定盤Bのみ：「love paradise」（酒井香奈子ソロ曲）                                                                       |
| 3rd | 2008年5月28日  | フライングチェリー       | NECM-13015 | NECM-13046 | NECM-12158 | 129位           | 通常盤のみ：「風の旅人」 限定盤Aのみ：「ファースト・ファンタジー」、「Primula」（井ノ上奈々ソロ曲） 限定盤Bのみ：「想い出日和」、「是、故、つまり…」（酒井香奈子ソロ曲） |

### アルバム
| 枚  | 発売日        | タイトル                               | 規格品番            | 規格品番   | 規格品番   | 規格品番   | オリコン 最高位 |
| 枚  | 発売日        | タイトル                               | ナナカナ 初回限定盤 | ナナカナ盤 | ナナ盤     | カナ盤     | オリコン 最高位 |
| --- | ------------- | -------------------------------------- | ------------------- | ---------- | ---------- | ---------- | --------------- |
| 1st | 2014年5月21日 | NANAKANA BEST NANA&KANA-Seventh Party- | NEZA-90014〜15      | NECA-30309 | NECA-30310 | NECA-30311 | 位              |

### 参加作品
| 発売日        | 商品名                                 | 歌         | 楽曲                          | 備考                                                 |
| ------------- | -------------------------------------- | ---------- | ----------------------------- | ---------------------------------------------------- |
| 2007年7月11日 | ナナカナトークCD ナナとカナ いちまいめ | ナナカナ   | 「恋スルキモチ」              | ラジオ『ナナカナ』2007年7月度オープニングテーマ      |
| 2007年7月11日 | ナナカナトークCD ナナとカナ いちまいめ | ナナカナ   | 「恋スルキモチ」              | ラジオ『ナナカナ』2007年10月度エンディングテーマ     |
| 2007年7月11日 | ナナカナトークCD ナナとカナ いちまいめ | 井ノ上奈々 | 「友達のふり」                |                                                      |
| 2007年8月8日  | ナナカナトークCD ナナとカナ にまいめ   | ナナカナ   | 「ワクワク☆ハイテンション↑↑」 | ラジオ『ナナカナ』2007年8月度オープニングテーマ      |
| 2007年8月8日  | ナナカナトークCD ナナとカナ にまいめ   | ナナカナ   | 「ワクワク☆ハイテンション↑↑」 | ラジオ『ナナカナ』2007年11月度エンディングテーマ     |
| 2007年9月5日  | ナナカナトークCD ナナとカナ さんまいめ | ナナカナ   | 「SIDE×SIDE」                 | ラジオ『ナナカナ』2007年9月度オープニングテーマ      |
| 2007年9月5日  | ナナカナトークCD ナナとカナ さんまいめ | 酒井香奈子 | 「空想★トリップ」             |                                                      |
| 2007年12月5日 | おねがいマイメロディ クリスマすっきり♪ | ナナカナ   | 「マイメロ♡メリークリスマス」 | テレビアニメ『おねがいマイメロディ すっきり♪』関連曲 |

### その他ライブ映像
- RAMS LIVE FESTIVAL 2007（2008年3月12日）

### タイアップ曲
| 楽曲                      | タイアップ                                                                 |
| ------------------------- | -------------------------------------------------------------------------- |
| ほっぺにChu♡Chu♡          | テレビ番組『アニメロビー』2007年4月～9月エンディングテーマ                 |
| ほっぺにChu♡Chu♡          | テレビアニメ『おねがいマイメロディ すっきり♪』エンディングテーマ           |
| ほっぺにChu♡Chu♡          | テレビ番組『アニメぱらだいす!』エンディングテーマ                          |
| ほっぺにChu♡Chu♡          | ラジオ『ナナカナ』2007年4月～9月エンディングテーマ                         |
| JET                       | ラジオ『ナナカナ』2007年4月～6月オープニングテーマ                         |
| 恋スルキモチ              | ラジオ『ナナカナ』2007年7月度オープニングテーマ                            |
| 恋スルキモチ              | ラジオ『ナナカナ』2007年10月度エンディングテーマ                           |
| Chu☆おねがいマイメロディ  | テレビアニメ『おねがいマイメロディ すっきり♪』2ndオープニングテーマ        |
| ワクワク☆ハイテンション↑↑ | ラジオ『ナナカナ』2007年8月度オープニングテーマ                            |
| ワクワク☆ハイテンション↑↑ | ラジオ『ナナカナ』2007年11月度エンディングテーマ                           |
| SIDE×SIDE                 | ラジオ『ナナカナ』2007年9月度オープニングテーマ                            |
| ナナカナは世界を救う！！  | ラジオ『ナナカナ』2007年10月～？オープニングテーマ                         |
| フライングチェリー        | ラジオ『テニスの王子様 オン・ザ・レイディオ』2008年4月度エンディングテーマ |
| フライングチェリー        | ラジオ『ナナカナ』エンディングテーマ                                       |

### トークCD
- ナナカナトークCD ナナとカナ いちまいめ（2007年7月11日、NECA-30191）
- ナナカナトークCD ナナとカナ にまいめ（2007年8月8日、NECA-30196）
- ナナカナトークCD ナナとカナ さんまいめ（2007年9月5日、NECA-30201）

## 出演
- テレビ番組『アニメぱらだいす!』（2007年4月23日 - 2010年3月末）
- ラジオ『ナナカナ』（2007年4月8日 - 2008年3月30日）
- Web番組『ごんちゅーぶ』（2008年2月29日 - 11月21日、YouTube）※不定期更新

## ラジオ番組
ラジオ大阪V-STATION、2007年4月8日放送開始で2008年1月6日から毎週日曜日23:30～24:30。生放送。（2007年12月30日までは23:30～24:00で録音。）6日遅れの土曜日にアニスタ.TVでも配信。
2008年3月30日分の放送で終了した。
スポンサーはインデックス ミュージック。ディレクターは小林順（コバジュン）。放送作家は石川昭人。

### テーマソング
- OP - JET（ナナカナ）2007年4月～6月
- OP - 恋スルキモチ（ナナカナ）2007年7月
- OP - ワクワク☆ハイテンション↑↑（ナナカナ）2007年8月
- OP - SIDE×SIDE（ナナカナ）2007年9月
- OP - ナナカナは世界を救う！！（ナナカナ）2007年10月～
- ED - ほっぺにChu♡Chu♡（ナナカナ）2007年4月～9月
- ED - 恋スルキモチ（ナナカナ）2007年10月
- ED - ワクワク☆ハイテンション↑↑（ナナカナ）2007年11月

### コーナー（最終回直前時点）
- オープニングの質問メール - その名の通りリスナーがナナカナに対して質問するコーナーだが、質問を紹介する際は留守番電話に声を吹き込んだものが放送されるため、事実上リスナーの「声」が番組に参加できるというコーナー。そのためハガキやメールの投稿の際は電話番号を添え書きしてもらうよう促される。
- 叶えて7つのお願い! - リスナーから送られてきた、お願い事を紹介するコーナー。お願い事の内容は、完全にネタものもあれば、真面目な内容のものもある。
- ナニワニュースネットワーク - ラジオ大阪で放送されているとはいえ、生活の中心が東京であるために大阪をあまりよく知らないナナカナの2人に、大阪についての魅力や名所などをリスナーに紹介してもらうコーナー。
- ふつおた - その名の通り、普通のお便り、フリートークのコーナー。
- 次回までの宿題 - 井ノ上、酒井に週交互で宿題（課題）が出され、その出来を披露するコーナー。但し、ナナカナトークルーレットのコーナーがある週はこのコーナーはない。
- ナナカナトークルーレット - 井ノ上、酒井が週交互で、トークルーレットと呼ばれる早送り再生しているテープレコーダーを止めて、そのテープレコーダーから流れるお題に沿って、井ノ上、酒井がトークを繰り広げるコーナー。但し、次回までの宿題のコーナーがある週はこのコーナーはない。
- まいっちんぐ奈々子先生の今週の説教部屋(2007年10月～) - 末尾に設けられているコーナーで、酒井香奈子演じる、名前も性格も井ノ上奈々そっくりの奈々子先生が、酒井がその週の放送で失敗した点を、奈々子先生がダメ出しをするある意味自虐的なコーナー。なお、井ノ上奈々のキュンキュンしようぜ！！のコーナーと隔週交代である。
- 井ノ上奈々のキュンキュンしようぜ！！(2007年10月～) - 末尾に設けられているコーナーで、乙女ティックな恋話が大好きな井ノ上奈々が、リスナーから送られてくる恋話にキュンキュンし、感動するコーナー。なお、まいっちんぐ奈々子先生の今週の説教部屋のコーナーと隔週交代である。

#### 過去にあったコーナー
- 酒井香奈子の妄想 不揃いな果実（2007年4月～9月） - 末尾に設けられているコーナーで、酒井香奈子が、筋肉少女帯の大槻ケンヂの大ファンで、彼との出会いから別れまでを、酒井の妄想で語りまくるコーナー。エンディングトークまで終えた後に放送されるため、このコーナーからそのままCM、次の番組に飛んでいってしまう。

しかし、「ナナカナトークCD　ナナとカナにまいめ」において、酒井が大槻本人に実際に会った為、このコーナーは9月末で終了した。